# Blandicephalanema pilatum
Blandicephalanema pilatum är en rundmaskart som beskrevs av Mehta och Raski 1971. Blandicephalanema pilatum ingår i släktet Blandicephalanema och familjen Criconematidae. Inga underarter finns listade i Catalogue of Life.